# Eleições parlamentares europeias de 1989 no distrito de Portalegre
| Eleições parlamentares europeias de 1989 Distritos: Aveiro \| Beja \| Braga \| Bragança \| Castelo Branco \| Coimbra \| Évora \| Faro \| Guarda \| Leiria \| Lisboa \| Portalegre \| Porto \| Santarém \| Setúbal \| Viana do Castelo \| Vila Real \| Viseu \| Açores \| Madeira \| Estrangeiro |

## Resultados por concelho
Os resultados nos concelhos do Distrito de Portalegre foram os seguintes:

### Alter do Chão
| Partido                 | Partido                                         | Votos | %               | +/-   |
| ----------------------- | ----------------------------------------------- | ----- | --------------- | ----- |
|                         | Partido Socialista                              | 698   | 28,19 / 100,00  | 6,26  |
|                         | Coligação Democrática Unitária                  | 662   | 26,74 / 100,00  | 3,68  |
|                         | Partido Social Democrata                        | 661   | 26,70 / 100,00  | 4,61  |
|                         | Centro Democrático Social                       | 174   | 7,03 / 100,00   | 1,02  |
|                         | Partido Popular Monárquico                      | 34    | 1,37 / 100,00   | 0,15  |
|                         | Partido Socialista Revolucionário               | 33    | 1,33 / 100,00   | 0,36  |
|                         | Partido Comunista dos Trabalhadores Portugueses | 32    | 1,29 / 100,00   | 0,68  |
|                         | União Democrática Popular                       | 27    | 1,09 / 100,00   | 0,18  |
|                         | Outros (com menos de 1,00%)                     | 52    | 2,10 / 100,00   |       |
| Votos Inválidos         | Votos Inválidos                                 | 103   | 4,16 / 100,00   | 0,41  |
| Total                   | Total                                           | 2 476 | 100,00 / 100,00 |       |
| Eleitorado/Participação | Eleitorado/Participação                         | 4 007 | 61,79 / 100,00  | 13,29 |

### Arronches
| Partido                 | Partido                        | Votos | %               | +/-   |
| ----------------------- | ------------------------------ | ----- | --------------- | ----- |
|                         | Partido Socialista             | 753   | 40,33 / 100,00  | 8,54  |
|                         | Partido Social Democrata       | 442   | 23,67 / 100,00  | 4,79  |
|                         | Coligação Democrática Unitária | 354   | 18,96 / 100,00  | 3,79  |
|                         | Centro Democrático Social      | 160   | 8,57 / 100,00   | 2,36  |
|                         | Partido Popular Monárquico     | 19    | 1,02 / 100,00   | 0,02  |
|                         | Outros (com menos de 1,00%)    | 69    | 3,37 / 100,00   |       |
| Votos Inválidos         | Votos Inválidos                | 76    | 4,07 / 100,00   | 0,59  |
| Total                   | Total                          | 1 867 | 100,00 / 100,00 |       |
| Eleitorado/Participação | Eleitorado/Participação        | 3 528 | 52,92 / 100,00  | 18,92 |

### Avis
| Partido                 | Partido                        | Votos | %               | +/-  |
| ----------------------- | ------------------------------ | ----- | --------------- | ---- |
|                         | Coligação Democrática Unitária | 1 987 | 55,47 / 100,00  | 3,32 |
|                         | Partido Social Democrata       | 634   | 17,70 / 100,00  | 2,98 |
|                         | Partido Socialista             | 560   | 15,63 / 100,00  | 1,67 |
|                         | Centro Democrático Social      | 151   | 4,22 / 100,00   | 0,67 |
|                         | Outros (com menos de 1,00%)    | 128   | 3,56 / 100,00   |      |
| Votos Inválidos         | Votos Inválidos                | 122   | 3,41 / 100,00   | 1,51 |
| Total                   | Total                          | 3 582 | 100,00 / 100,00 |      |
| Eleitorado/Participação | Eleitorado/Participação        | 4 756 | 75,32 / 100,00  | 8,80 |

### Campo Maior
| Partido                 | Partido                        | Votos | %               | +/-   |
| ----------------------- | ------------------------------ | ----- | --------------- | ----- |
|                         | Coligação Democrática Unitária | 1 346 | 37,16 / 100,00  | 3,41  |
|                         | Partido Socialista             | 1 332 | 36,78 / 100,00  | 2,11  |
|                         | Partido Social Democrata       | 530   | 14,63 / 100,00  | 3,23  |
|                         | Centro Democrático Social      | 169   | 4,67 / 100,00   | 0,24  |
|                         | Outros (com menos de 1,00%)    | 133   | 3,67 / 100,00   |       |
| Votos Inválidos         | Votos Inválidos                | 112   | 3,09 / 100,00   | 0,81  |
| Total                   | Total                          | 3 622 | 100,00 / 100,00 |       |
| Eleitorado/Participação | Eleitorado/Participação        | 6 862 | 52,78 / 100,00  | 23,85 |

### Castelo de Vide
| Partido                 | Partido                                         | Votos | %               | +/-   |
| ----------------------- | ----------------------------------------------- | ----- | --------------- | ----- |
|                         | Partido Socialista                              | 781   | 41,97 / 100,00  | 12,31 |
|                         | Partido Social Democrata                        | 408   | 21,92 / 100,00  | 9,33  |
|                         | Coligação Democrática Unitária                  | 230   | 12,36 / 100,00  | 2,13  |
|                         | Centro Democrático Social                       | 179   | 9,62 / 100,00   | 1,03  |
|                         | Partido Popular Monárquico                      | 34    | 1,83 / 100,00   | 0,23  |
|                         | Partido Comunista dos Trabalhadores Portugueses | 27    | 1,45 / 100,00   | 0,84  |
|                         | Partido Socialista Revolucionário               | 20    | 1,07 / 100,00   | 0,16  |
|                         | União Democrática Popular                       | 19    | 1,02 / 100,00   | 0,39  |
|                         | Outros (com menos de 1,00%)                     | 53    | 2,85 / 100,00   |       |
| Votos Inválidos         | Votos Inválidos                                 | 110   | 5,91 / 100,00   | 0,85  |
| Total                   | Total                                           | 1 861 | 100,00 / 100,00 |       |
| Eleitorado/Participação | Eleitorado/Participação                         | 3 579 | 52,00 / 100,00  | 20,99 |

### Crato
| Partido                 | Partido                        | Votos | %               | +/-   |
| ----------------------- | ------------------------------ | ----- | --------------- | ----- |
|                         | Partido Socialista             | 1 235 | 45,30 / 100,00  | 13,03 |
|                         | Coligação Democrática Unitária | 609   | 22,34 / 100,00  | 3,09  |
|                         | Partido Social Democrata       | 474   | 17,39 / 100,00  | 6,43  |
|                         | Centro Democrático Social      | 182   | 6,68 / 100,00   | 1,95  |
|                         | Partido Popular Monárquico     | 35    | 1,28 / 100,00   | 0,40  |
|                         | Outros (com menos de 1,00%)    | 97    | 3,55 / 100,00   |       |
| Votos Inválidos         | Votos Inválidos                | 94    | 3,45 / 100,00   | 0,54  |
| Total                   | Total                          | 2 726 | 100,00 / 100,00 |       |
| Eleitorado/Participação | Eleitorado/Participação        | 4 442 | 61,37 / 100,00  | 15,34 |

### Elvas
| Partido                 | Partido                                         | Votos  | %               | +/-   |
| ----------------------- | ----------------------------------------------- | ------ | --------------- | ----- |
|                         | Partido Socialista                              | 3 367  | 33,97 / 100,00  | 9,76  |
|                         | Partido Social Democrata                        | 2 340  | 23,63 / 100,00  | 6,79  |
|                         | Coligação Democrática Unitária                  | 1 830  | 18,46 / 100,00  | 4,71  |
|                         | Centro Democrático Social                       | 1 221  | 12,32 / 100,00  | 0,62  |
|                         | Partido Popular Monárquico                      | 209    | 2,11 / 100,00   | 0,25  |
|                         | Partido Socialista Revolucionário               | 132    | 1,33 / 100,00   | 0,16  |
|                         | Partido Comunista dos Trabalhadores Portugueses | 115    | 1,16 / 100,00   | 0,32  |
|                         | Outros (com menos de 1,00%)                     | 316    | 3,19 / 100,00   |       |
| Votos Inválidos         | Votos Inválidos                                 | 383    | 3,86 / 100,00   | 0,60  |
| Total                   | Total                                           | 9 913  | 100,00 / 100,00 |       |
| Eleitorado/Participação | Eleitorado/Participação                         | 19 667 | 50,40 / 100,00  | 21,24 |

### Fronteira
| Partido                 | Partido                                         | Votos | %               | +/-   |
| ----------------------- | ----------------------------------------------- | ----- | --------------- | ----- |
|                         | Partido Socialista                              | 738   | 32,58 / 100,00  | 5,57  |
|                         | Coligação Democrática Unitária                  | 629   | 27,77 / 100,00  | 4,57  |
|                         | Partido Social Democrata                        | 519   | 22,91 / 100,00  | 6,83  |
|                         | Centro Democrático Social                       | 169   | 7,46 / 100,00   | 0,16  |
|                         | União Democrática Popular                       | 34    | 1,50 / 100,00   | 0,53  |
|                         | Partido Comunista dos Trabalhadores Portugueses | 28    | 1,24 / 100,00   | 0,72  |
|                         | Partido Socialista Revolucionário               | 24    | 1,06 / 100,00   | 0,37  |
|                         | Outros (com menos de 1,00%)                     | 46    | 2,03 / 100,00   |       |
| Votos Inválidos         | Votos Inválidos                                 | 78    | 3,44 / 100,00   | 0,02  |
| Total                   | Total                                           | 2 265 | 100,00 / 100,00 |       |
| Eleitorado/Participação | Eleitorado/Participação                         | 3 596 | 62,99 / 100,00  | 18,20 |

### Gavião
| Partido                 | Partido                                         | Votos | %               | +/-   |
| ----------------------- | ----------------------------------------------- | ----- | --------------- | ----- |
|                         | Partido Socialista                              | 1 326 | 46,19 / 100,00  | 6,66  |
|                         | Coligação Democrática Unitária                  | 481   | 16,75 / 100,00  | 4,53  |
|                         | Partido Social Democrata                        | 470   | 16,37 / 100,00  | 3,89  |
|                         | Centro Democrático Social                       | 242   | 8,43 / 100,00   | 0,04  |
|                         | Partido Comunista dos Trabalhadores Portugueses | 58    | 2,02 / 100,00   | 1,19  |
|                         | Partido Socialista Revolucionário               | 38    | 1,32 / 100,00   | 0,16  |
|                         | União Democrática Popular                       | 35    | 1,22 / 100,00   | 0,38  |
|                         | Partido Popular Monárquico                      | 29    | 1,01 / 100,00   | 0,08  |
|                         | Outros (com menos de 1,00%)                     | 62    | 2,16 / 100,00   |       |
| Votos Inválidos         | Votos Inválidos                                 | 130   | 4,53 / 100,00   | 0,50  |
| Total                   | Total                                           | 2 871 | 100,00 / 100,00 |       |
| Eleitorado/Participação | Eleitorado/Participação                         | 5 563 | 51,61 / 100,00  | 19,43 |

### Marvão
| Partido                 | Partido                           | Votos | %               | +/-   |
| ----------------------- | --------------------------------- | ----- | --------------- | ----- |
|                         | Partido Socialista                | 787   | 39,45 / 100,00  | 12,77 |
|                         | Partido Social Democrata          | 586   | 29,37 / 100,00  | 6,24  |
|                         | Centro Democrático Social         | 276   | 13,83 / 100,00  | 1,21  |
|                         | Coligação Democrática Unitária    | 113   | 5,66 / 100,00   | 0,60  |
|                         | Partido Socialista Revolucionário | 28    | 1,40 / 100,00   | 0,41  |
|                         | Partido Popular Monárquico        | 20    | 1,00 / 100,00   | 0,11  |
|                         | Outros (com menos de 1,00%)       | 71    | 3,45 / 100,00   |       |
| Votos Inválidos         | Votos Inválidos                   | 114   | 5,71 / 100,00   | 0,69  |
| Total                   | Total                             | 1 995 | 100,00 / 100,00 |       |
| Eleitorado/Participação | Eleitorado/Participação           | 4 352 | 45,84 / 100,00  | 26,84 |

### Monforte
| Partido                 | Partido                                         | Votos | %               | +/-   |
| ----------------------- | ----------------------------------------------- | ----- | --------------- | ----- |
|                         | Partido Socialista                              | 479   | 28,14 / 100,00  | 8,31  |
|                         | Coligação Democrática Unitária                  | 462   | 27,14 / 100,00  | 4,66  |
|                         | Partido Social Democrata                        | 345   | 20,27 / 100,00  | 5,65  |
|                         | Centro Democrático Social                       | 178   | 10,46 / 100,00  | 0,54  |
|                         | Partido Comunista dos Trabalhadores Portugueses | 29    | 1,70 / 100,00   | 0,65  |
|                         | Partido Popular Monárquico                      | 27    | 1,59 / 100,00   | 0,33  |
|                         | Partido Socialista Revolucionário               | 23    | 1,35 / 100,00   | 0,59  |
|                         | União Democrática Popular                       | 20    | 1,18 / 100,00   | 0,09  |
|                         | Outros (com menos de 1,00%)                     | 43    | 2,52 / 100,00   |       |
| Votos Inválidos         | Votos Inválidos                                 | 96    | 5,64 / 100,00   | 1,19  |
| Total                   | Total                                           | 1 702 | 100,00 / 100,00 |       |
| Eleitorado/Participação | Eleitorado/Participação                         | 3 350 | 50,81 / 100,00  | 20,45 |

### Nisa
| Partido                 | Partido                                         | Votos | %               | +/-   |
| ----------------------- | ----------------------------------------------- | ----- | --------------- | ----- |
|                         | Partido Socialista                              | 1 628 | 32,10 / 100,00  | 9,55  |
|                         | Partido Social Democrata                        | 1 291 | 25,45 / 100,00  | 7,55  |
|                         | Coligação Democrática Unitária                  | 1 040 | 20,50 / 100,00  | 3,81  |
|                         | Centro Democrático Social                       | 500   | 9,86 / 100,00   | 1,76  |
|                         | Partido Comunista dos Trabalhadores Portugueses | 100   | 1,97 / 100,00   | 1,14  |
|                         | Partido Socialista Revolucionário               | 70    | 1,38 / 100,00   | 0,11  |
|                         | Outros (com menos de 1,00%)                     | 199   | 3,92 / 100,00   |       |
| Votos Inválidos         | Votos Inválidos                                 | 244   | 4,81 / 100,00   | 0,03  |
| Total                   | Total                                           | 5 072 | 100,00 / 100,00 |       |
| Eleitorado/Participação | Eleitorado/Participação                         | 9 296 | 54,56 / 100,00  | 20,08 |

### Ponte de Sôr
| Partido                 | Partido                                         | Votos  | %               | +/-   |
| ----------------------- | ----------------------------------------------- | ------ | --------------- | ----- |
|                         | Coligação Democrática Unitária                  | 3 329  | 40,24 / 100,00  | 4,21  |
|                         | Partido Social Democrata                        | 1 902  | 22,99 / 100,00  | 4,30  |
|                         | Partido Socialista                              | 1 678  | 20,29 / 100,00  | 5,59  |
|                         | Centro Democrático Social                       | 543    | 6,56 / 100,00   | 0,87  |
|                         | Partido Comunista dos Trabalhadores Portugueses | 112    | 1,35 / 100,00   | 0,71  |
|                         | Partido Popular Monárquico                      | 101    | 1,22 / 100,00   | 0,19  |
|                         | Partido Socialista Revolucionário               | 90     | 1,09 / 100,00   | 0,33  |
|                         | Outros (com menos de 1,00%)                     | 215    | 2,60 / 100,00   |       |
| Votos Inválidos         | Votos Inválidos                                 | 302    | 3,65 / 100,00   | 0,45  |
| Total                   | Total                                           | 8 272  | 100,00 / 100,00 |       |
| Eleitorado/Participação | Eleitorado/Participação                         | 15 749 | 52,52 / 100,00  | 20,82 |

### Portalegre
| Partido                 | Partido                        | Votos  | %               | +/-   |
| ----------------------- | ------------------------------ | ------ | --------------- | ----- |
|                         | Partido Socialista             | 5 016  | 39,42 / 100,00  | 7,87  |
|                         | Partido Social Democrata       | 3 695  | 29,04 / 100,00  | 3,88  |
|                         | Centro Democrático Social      | 1 465  | 11,51 / 100,00  | 0,86  |
|                         | Coligação Democrática Unitária | 1 440  | 11,32 / 100,00  | 1,99  |
|                         | Partido Popular Monárquico     | 222    | 1,74 / 100,00   | 0,25  |
|                         | Outros (com menos de 1,00%)    | 463    | 3,65 / 100,00   |       |
| Votos Inválidos         | Votos Inválidos                | 423    | 3,32 / 100,00   | 0,47  |
| Total                   | Total                          | 12 724 | 100,00 / 100,00 |       |
| Eleitorado/Participação | Eleitorado/Participação        | 22 969 | 55,40 / 100,00  | 23,49 |

### Sousel
| Partido                 | Partido                         | Votos | %               | +/-   |
| ----------------------- | ------------------------------- | ----- | --------------- | ----- |
|                         | Partido Social Democrata        | 1 168 | 34,30 / 100,00  | 3,60  |
|                         | Coligação Democrática Unitária  | 1 088 | 31,95 / 100,00  | 2,74  |
|                         | Partido Socialista              | 541   | 15,89 / 100,00  | 3,57  |
|                         | Centro Democrático Social       | 196   | 5,76 / 100,00   | 1,03  |
|                         | Movimento Democrático Português | 83    | 2,44 / 100,00   | 0,03  |
|                         | Partido Popular Monárquico      | 40    | 1,17 / 100,00   | 0,14  |
|                         | Outros (com menos de 1,00%)     | 115   | 3,38 / 100,00   |       |
| Votos Inválidos         | Votos Inválidos                 | 174   | 5,11 / 100,00   | 2,37  |
| Total                   | Total                           | 3 405 | 100,00 / 100,00 |       |
| Eleitorado/Participação | Eleitorado/Participação         | 5 601 | 60,79 / 100,00  | 17,76 |